# Sovětská liga ledního hokeje 1958/1959
Sezóna 1958/1959 byla 13. sezonou Sovětské ligy ledního hokeje. Mistrem se stal tým CSKA Moskva.
Vzhledem k rozšíření soutěže nikdo nesestoupil.

## Konečné pořadí
| #  | Tým                  | Z  | V  | R | P  | Sk.    | B  |
| -- | -------------------- | -- | -- | - | -- | ------ | -- |
| 1  | CSKA Moskva          | 27 | 20 | 4 | 3  | 163-49 | 44 |
| 2  | Dynamo Moskva        | 27 | 18 | 4 | 5  | 105-50 | 40 |
| 3  | Křídla Sovětů Moskva | 27 | 18 | 4 | 5  | 107-63 | 40 |
| 4  | Lokomotiv Moskva     | 27 | 12 | 6 | 9  | 93-74  | 30 |
| 5  | Spartak Moskva       | 27 | 13 | 4 | 10 | 92-102 | 30 |
| 6  | SKVO Leningrad       | 27 | 7  | 6 | 14 | 62-95  | 20 |
| 7  | Chimik Voskresensk   | 27 | 8  | 4 | 15 | 59-93  | 20 |
| 8  | Traktor Čeljabinsk   | 27 | 8  | 3 | 16 | 78-122 | 19 |
| 9  | Torpedo Gorkij       | 27 | 6  | 2 | 19 | 66-119 | 14 |
| 10 | Kirovec Leningrad    | 27 | 5  | 3 | 19 | 60-118 | 13 |

## Nejlepší střelci
- 1 Viktor Jakušev – Lokomotiv Moskva 21 branek
- 2 Konstantin Loktěv – CSKA Moskva 19 branek
- 3 Boris Majorov – Spartak Moskva 18 branek
- 3 Valentin Kuzin – Dynamo Moskva 18 branek